# 에스코사업

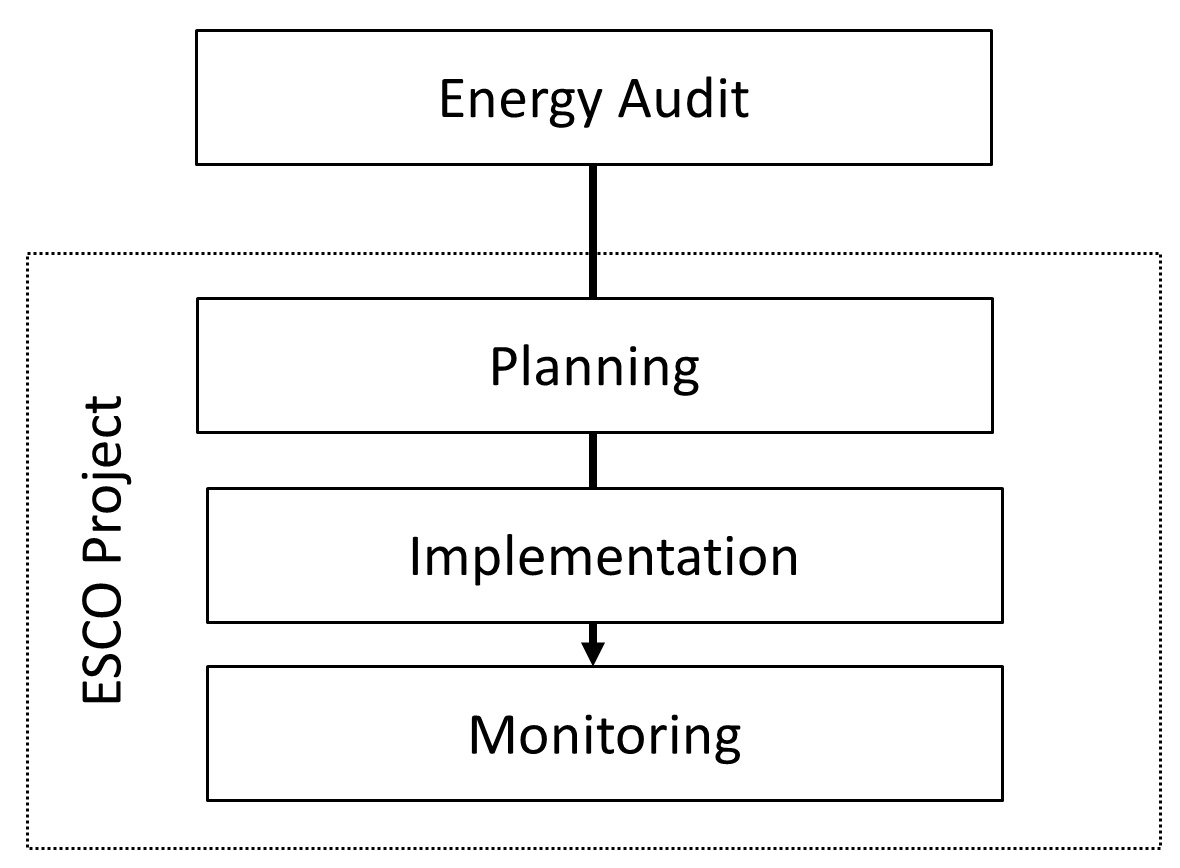
일반적인 ESCO 프로젝트의 단계

에스코사업(Energy service company, ESCO or ESCo)은 에너지 절약사업을 뜻한다. 전기·조명·난방 등 ESCO로 지정받은 에너지 전문업체가 특정 건물이나 시설에서 에너지 절약시설을 도입할 때 해당 기관으로부터 돈을 받지 않은 채 비용 전액을 ESCO업체가 투자하고, 여기서 얻어지는 에너지 절감예산에서 투자비를 분할 상환받도록 하는 사업방식이다.

## 같이 보기
- 효율적인 에너지 이용